# Roser Gonzàlez i Duarte
Roser Gonzàlez i Duarte   (Barcelona, 26 de gener de 1945 - 18 de juny de 2025) va ser una genetista catalana pionera en el diagnòstic de patologies hereditàries oculars i distròfies de la retina. És la fundadora i directora de DBGen, empresa capdavantera en el diagnòstic genètic de patologies oculars, i catedràtica de la Universitat de Barcelona (UB).
Rebé un premi en reconeixement de la seva trajectòria professional per part de la Societat Catalana de Biologia el 2022.